# Steve Grossman (saxofonista)
Steve Grossman (18. ledna 1951, New York, New York, USA – 13. srpna 2020, Glen Cove) byl americký jazzový saxofonista, hudební skladatel a kapelník. V letech 1971–1973 byl členem skupiny Elvina Jonese. Rovněž byl členem skupiny Milese Davise. Během své kariéry nahrál řadu vlastních alb a spolupracoval s mnoha dalšími hudebníky, mezi které patří například Jan Hammer, Don Alias, Billy Higgins, Johnny Griffin a Pierre Michelot

## Diskografie

### Sólová alba
- 1973: Some Shapes to Come (& Don Alias, Jan Hammer, Gene Perla)[2]
- 1977: Born at the Same Time (& Patrice Caratini, Michel Graillier, Daniel Humair)
- 1978: New Moon
- 1984: Way Out East Vol 1 (& Juini Booth, Joe Chambers)
- 1984: Way Out East Vol 2 (& Juini Booth, Joe Chambers)
- 1984: Hold the Line (& Juini Booth, Hugh Lawson, Masahiro Yoshida)
- 1985: Love Is The Thing (& Billy Higgins, Cedar Walton, David Williams)
- 1985: Steve Grossman Quartet Vol 1
- 1985: Steve Grossman Quartet Vol 2
- 1985: Standards (& Walter Booker, Fred Henke, Masahiro Yoshida)
- 1986: Katonah
- 1989: Bouncing with Mr. A.T. (& Tyler Mitchell, Art Taylor)
- 1990: Moon Train
- 1990: Reflections
- 1990: My Second Prime
- 1991: Do It (& Barry Harris, Reggie Johnson, Art Taylor)
- 1991: In New York (& Avery Sharpe, Art Taylor, McCoy Tyner)
- 1993: Time to Smile (& Tom Harrell, Elvin Jones, Cecil McBee, Willie Pickens)
- 1992: I'm Confessin' (& Jimmy Cobb, Fred Henke, Reggie Johnson, Harold Land)
- 1993: Small Hotel (& Billy Higgins, Cedar Walton, David Williams)
- 1998: Steve Grossman Quartet with Michael Petrucciani (& Joe Farnsworth, Andy McKee, Michel Petrucciani)
- 2000: Live: Cafe Praga
- 2000: Johnny Griffin & Steve Grossman Quintet (& Johnny Griffin, Michael Weiss, Pierre Michelot, Alvin Queen)
- 2006: The Bible (& Don Alias Bongos, Jan Hammer, Gene Perla)
- 2006: Terre Firma

### Ostatní
Miles Davis
- Miles Davis at Fillmore: Live at the Fillmore East (1970)
- A Tribute to Jack Johnson (1970)
- Live-Evil (1970)
- Black Beauty: Live at the Fillmore West (1973, nahráno 1970)
- Big Fun (1974, nahráno 1969–1972)
- Get Up with It (1974, nahráno 1970–74)

Elvin Jones
- Merry-Go-Round (1971)
- Mr. Jones (1972)
- Live at the Lighthouse (1972)
- At This Point in Time (1973)
- New Agenda (1975)
- The Main Force (1976)